# Willy Adolf Theodor Ramme
Willy Adolf Theodor Ramme, född den 28 februari 1887 i Berlin, död den 24 augusti 1953 i Berlin, var en tysk entomolog som var specialiserad på hopprätvingar. Han var anställd vid Museum für Naturkunde i Berlin.